# بني سعد (صنعاء)

تعديل مصدري - تعديل

بني سعد هي إحدى قرى الجمهورية اليمنية. تتبع جغرافيا لمحافظة صنعاء و إداريًا لمديرية الطيال. يبلغ تعداد سكانها 1112 نسمة حسب الإحصاء الذي أجري عام 2004.